# 敷津村
敷津村（しきづむら）は、大阪府東成郡にあった村。現在の大阪市住之江区の一部にあたる。

## 歴史
村名は、かつての海岸線である十三間堀川（現在は埋立。阪神高速15号堺線）以西となる当地が住吉浦の寄洲で敷津浦と呼ばれていたことに由来する。
1704年（宝永元年）の大和川付け替え以降に以下の新田が開発された。
- 北島新田 - 1737年（元文2年）、多田屋徳右衛門、油屋角兵衛、加賀屋甚兵衛、土橋弥五郎ほか。
- 加賀屋新田 - 1755年（宝暦5年）、加賀屋甚兵衛。
- 駒井新田 - 1817年（文化14年）、駒井丹次郎。
- 桜井新田 - 1831年（天保2年）、桜井甚兵衛。
- 村上新田 - 1831年（天保2年）、村上庄左衛門。
- 庄左衛門新田 - 1835年（天保6年）、村上庄左衛門。
- 嬰木（みどりき）新田 - 1851年（嘉永4年）、桜井甚兵衛。
- 柴谷新田 - 1866年（慶応2年）、柴谷利兵衛。

### 沿革
- 1882年（明治15年） - 住吉郡加賀屋新田の南部と駒井新田が合併して南加賀屋新田、加賀屋新田の北部が北加賀屋新田となる。
- 1889年（明治22年）4月1日 - 町村制施行により、住吉郡北島新田、南加賀屋新田、北加賀屋新田、桜井新田、村上新田、庄左衛門新田、嬰木新田、柴谷新田が合併して敷津村が発足。大字南加賀屋に村役場を設置。
- 1896年（明治29年）4月1日 - 郡の統廃合により、所属郡が東成郡に変更。
- 1910年（明治43年） - 各大字から「新田」の称を廃する。
- 1912年（大正元年） - 埋立地に大字釜口が起立し、9大字となる。
- 1925年（大正14年）4月1日 - 大阪市に編入され、住吉区の一部となる。同日敷津村廃止。
- 1974年（昭和49年）7月22日 - 分区により、旧村域が住之江区の一部となる。

## 交通

### 鉄道路線
現在は旧村域にOsaka Metro四つ橋線北加賀屋駅、四つ橋線・ニュートラム南港ポートタウン線住之江公園駅、南港ポートタウン線平林駅が所在するが、当時は未開業。

### 道路
現在は旧村域を阪神高速4号湾岸線が通過するが、当時は未開通。